# Карритак (округ)
Округ Карритак (англ. Currituck County) располагается в штате Северная Каролина, США. Официально образован в 1668 году. По состоянию на 2010 год, численность населения составляла 23 547 человек.

## География
По данным Бюро переписи США, общая площадь округа равняется 1362,341 км²2, из которых 678,581 км²2 суша и 683,761 км²2 или 50,210 % это водоемы.

## Население
По данным переписи населения 2010 года в округе проживает 23 547 жителей в составе 6 902 домашних хозяйств и 5 204 семей. Плотность населения составляет 27,00 человек на км²2. На территории округа насчитывается 10 687 жилых строений, при плотности застройки около 16,00-ти строений на км2. Расовый состав населения: белые — 90,30 %, афроамериканцы — 5,80 %, коренные американцы (индейцы) — 0,50 %, азиаты — 0,60 %, гавайцы — 0,00 %, представители других рас — 0,90 %, представители двух или более рас — 1,80 %. Испаноязычные составляли 3,00 % населения независимо от расы.
В составе 33,60 % из общего числа домашних хозяйств проживают дети в возрасте до 18 лет, 61,60 % домашних хозяйств представляют собой супружеские пары проживающие вместе, 9,20 % домашних хозяйств представляют собой одиноких женщин без супруга, 24,60 % домашних хозяйств не имеют отношения к семьям, 19,40 % домашних хозяйств состоят из одного человека, 7,60 % домашних хозяйств состоят из престарелых (65 лет и старше), проживающих в одиночестве. Средний размер домашних хозяйств составляет 2,61 человека, и средний размер семьи 2,98 человека.
Возрастной состав округа: 25,30 % моложе 18 лет, 6,70 % от 18 до 24, 30,50 % от 25 до 44, 25,40 % от 45 до 64 и 25,40 % от 65 и старше. Средний возраст жителя округа 38 лет. На каждые 100 женщин приходится 98,60 мужчин. На каждые 100 женщин старше 18 лет приходится 97,50 мужчин.
Средний доход на домохозяйство в округе составлял 40 822 USD, на семью — 46 382 US. Среднестатистический заработок мужчины был 32 619 US против 22 641 US для женщины. Доход на душу населения составлял 19 908 US. Около 8,90 % семей и 10,70 % общего населения находились ниже черты бедности, в том числе — 16,10 % молодежи (тех, кому ещё не исполнилось 18 лет) и 8,90 % тех, кому было уже больше 65 лет.